# Artemare
Artemare es una comuna francesa situada en el departamento de Ain, de la región de Auvernia-Ródano-Alpes.

## Geografía
Está ubicada en el este del departamento.

## Demografía
| 743 | 838 | 810 | 914 | 961 | 970 | 1 074 | 1 175 | 1 237 |
| Para los censos de 1962 a 1999 la población legal corresponde a la población sin duplicidades (Fuente: INSEE [Consultar]) |     |     |     |     |     |       |       |       |